# F.C. De Kampioenen Expo
F.C. De Kampioenen Expo was een tentoonstelling over de Belgische televisieserie F.C. De Kampioenen. Op de tentoonstelling waren de decors en relikwieën uit de reeks te zien. Er was ook elke dag een van de acteurs uit de reeks aanwezig voor een praatje met de bezoekers.
Bezoekers konden ook deelnemen aan een zoektocht, meezingen met "De Championettes" of penalty's trappen tegen een bordkartonnen replica van Xavier Waterslaeghers. Na de expo werden alle decors en bijna alle rekwisieten vernietigd.

## F.C. De Kampioenen Expo Antwerpen
De expo opende in het Centraal-Station van Antwerpen op 26 december 2010. De einddatum was oorspronkelijk vastgelegd op 30 januari 2011. Door het grote succes werd de sluiting echter verschillende keren uitgesteld (eerst tot eind februari, dan tot 30 maart en uiteindelijk tot 25 april).
Op 16 januari 2011 ontving minister Inge Vervotte de dertigduizendste bezoeker. Uiteindelijk kreeg de expo in Antwerpen 70.000 bezoekers over de vloer.

## F.C. De Kampioenen Expo aan zee
In de zomer van 2011 verhuisde de expo naar het Kursaal van Oostende, onder de naam F.C. De Kampioenen Expo aan zee. De tentoonstelling opende op 4 juli en sloot op 4 september. Op 23 augustus ontving actrice Loes Van den Heuvel de honderdduizendste bezoeker.

## Na de expositie
Na de expositie werden bijna alle decors van de televisieserie weggegooid omdat ze te veel gebruikt waren.
Van de grote decorstukken is alleen het "Bolleke", het autootje waar Marcske mee rondreed in de serie, behouden gebleven en staat bij Herman Verbruggen thuis in de hal. Ook zijn de kostuums van de acteurs, de juwelen en wat herkenbare spullen bewaard gebleven. Het café werd nagebouwd in Plopsaland De Panne als tijdelijke attractie bij speciale gelegenheden.

## Trivia
Op 13 augustus organiseerden drie fans een betoging aan het Kursaal tegen de stopzetting van de reeks. Het initiatief had weinig succes. Op dezelfde dag werd wel een petitie ondertekend door 300 mensen.